# Topol balzámový

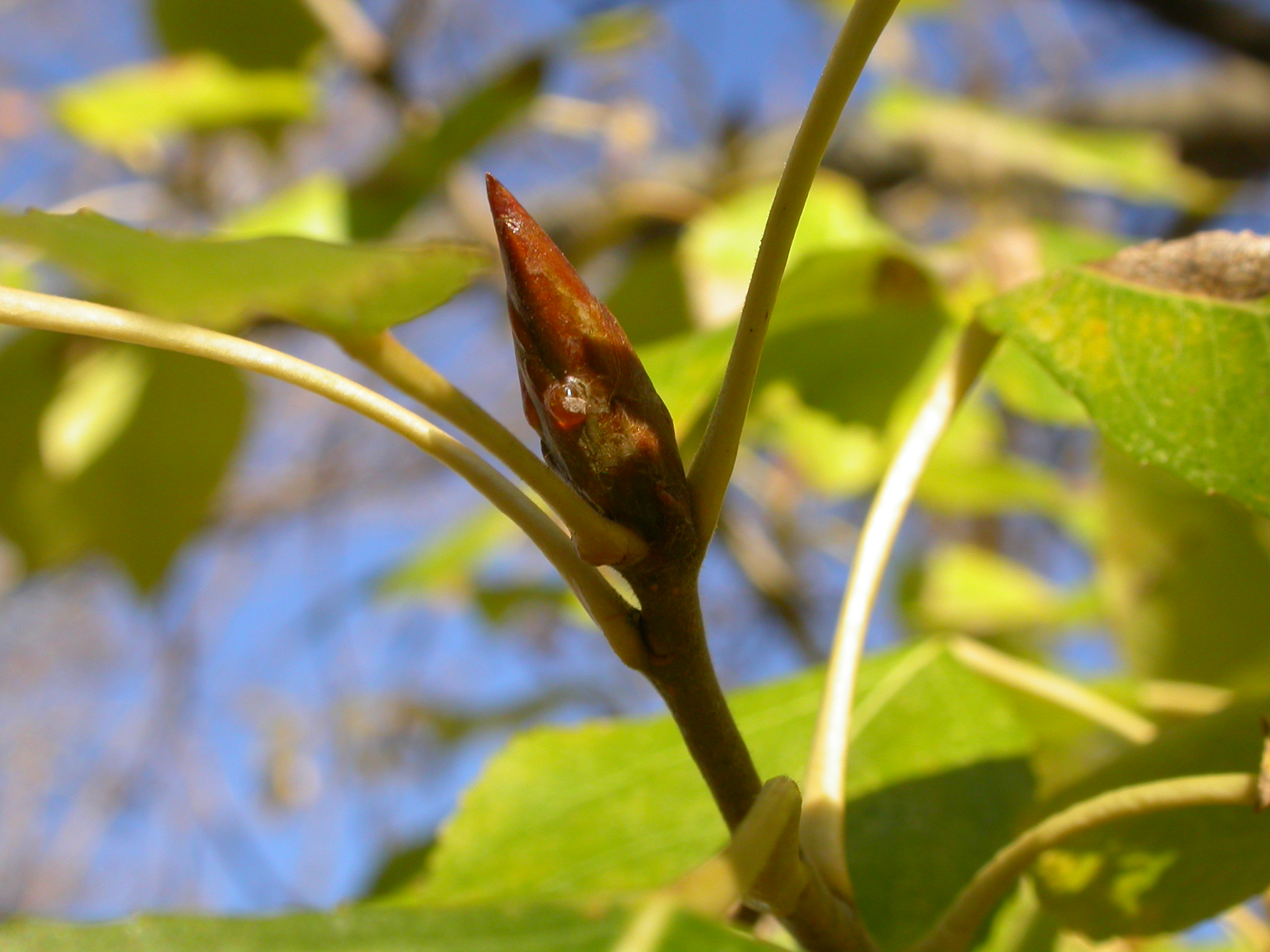
Koncový pupen

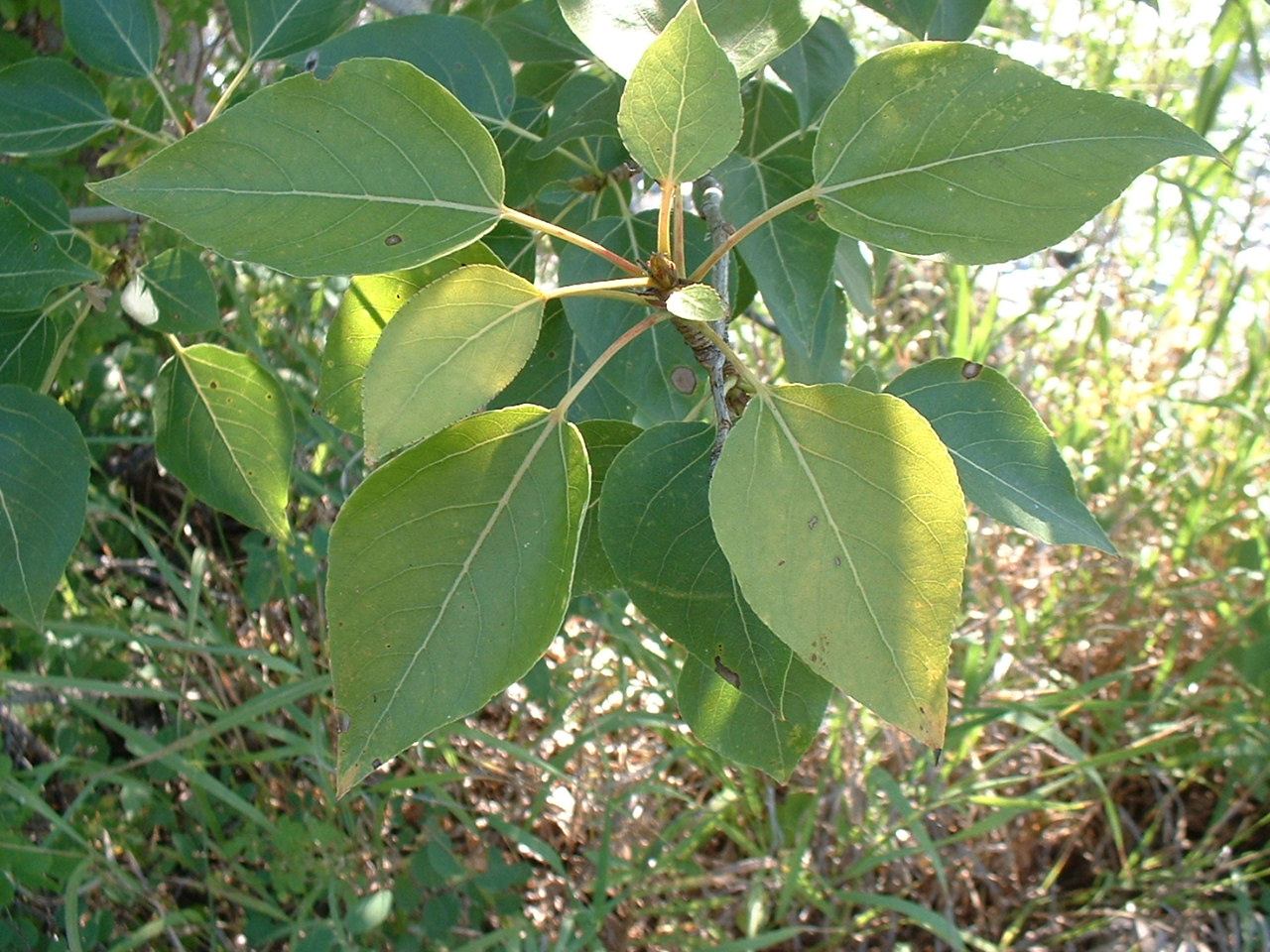
Listy

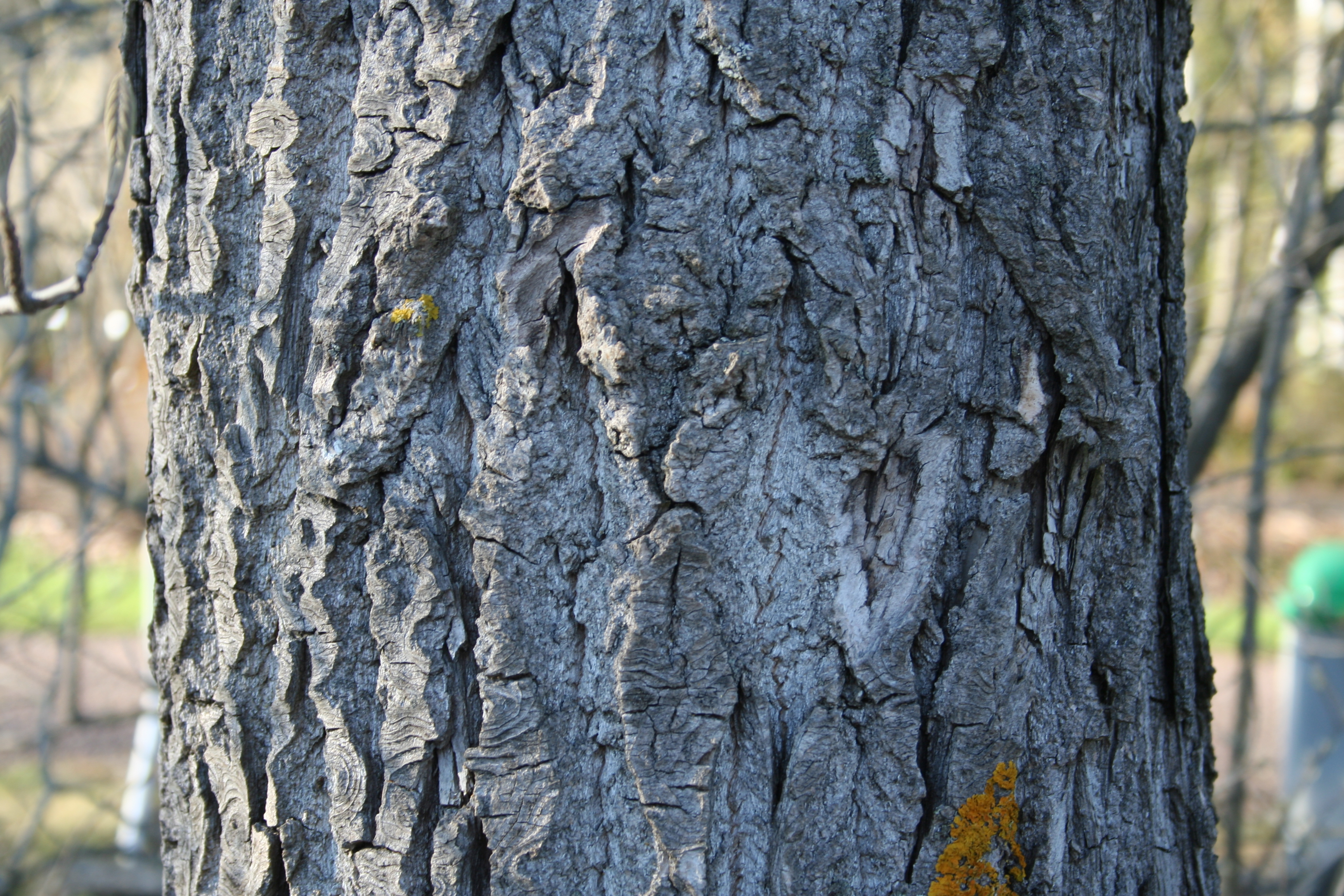
Kůra kmene

Topol balzámový (Populus balsamifera) je středně vysoký, opadavý, listnatý strom s jednopohlavnými květenstvími jehnědami. Je jedním z asi 35 druhů rodu topol a patří k původním severoamerickým druhům. Hojně se vyskytuje ve špatně dostupných, málo osídlených severských oblastech, kde se přirozeně rozmnožuje i usychá. Druhové jméno "balzámový" se vztahuje k léčivé masti, která se dříve vyráběla z jeho pryskyřice silně obalující a chránící zimní pupeny. Mast se od pradávna používala na léčbu poraněné kůže i proti žaludečním neduhům. Samotná pryskyřice sloužila také jako vodě odolný tmel i lepidlo.

## Rozšíření
Areál topolu balzámového se rozkládá v severní části Severní Ameriky, ve Spojených státech amerických ve státech: Aljaška, Colorado, Connecticut, Delaware, Illinois, Indiana, Iowa, Kentucky, Jižní Dakota, Maine, Massachusetts, Michigan, Minnesota, Montana, New Hampshire, Ohio, Pensylvánie, Severní Dakota, Vermont, Wisconsin, Wyoming, Západní Virginie, v Kanadě v provinciích či spolkových zemích: Alberta, Britská Kolumbie, Manitoba, Nový Brunšvik, Newfoundland a Labrador, Nové Skotsko, Nunavut, Ontario, Ostrov prince Edvarda, Québec, Saskatchewan, Severozápadní teritoria a Yukon. Uvedené území se rozprostírá v zeměpisné délce 110° (55° až 165°) a zeměpisné šířce 26° (42° až 68°).
Tyto dřeviny se vyskytují částečně v oblasti s kontinentálním podnebím, část jich má počasí oceánické (atlantské či pacifické nebo dokonce ovlivňované vodami Severního ledového oceánu) a zbylý díl roste na přechodech mezi těmito silně rozdílnými klimaty. Nacházejí se až po severní hranici výskytu stromů v Severní Americe, která vede od Atlantského oceánu přes sever poloostrova Labrador a Hudsonův záliv a přes severní oblasti pevninské Kanady a Aljašky po Tichý oceán.

## Ekologie
Topol balzámový roste na rozlehlé plochách otevřených, světlých severských lesů, v místech na okrajích rašelinišť a podél vodních toků nebo jezer, vyskytuje se na sezónně mokré půdě, na skalnatých svazích i na okrajích vlhké tundry. V teplejších jižních oblastech roste v horských oblastech až do nadmořské výšky 3700 m. Na tak velkém území průměrná lednová teplota kolísá od -4 °C do -30 °C a červnová od 12 °C do 24 °C, nejnižší naměřené teploty byly -18 °C až -62 °C a nejvyšší od 30 °C po 44 °C. Nejnižší roční srážky bývají ve středu Aljašky (150 až 300 mm) a nejvyšší v přímořské východní Kanadě (1400 mm). Nejméně sněhu spadne na jejich lesy opět v centru Aljašky (100 až 200 cm) a nejvíce na Newfoundlandu (400 cm). Období bez námrazy se pohybuje v délce 75 až 160 dnů, na Aljašce může vegetační období trvat pouhých 120 dní. Je jedním z mála severských stromů rostoucích na píscích i na jílovité půdě s pH vyšší než 7,2. Je světlomilný a nejlépe mu vyhovuje půda hluboká, čerstvě vlhká a pokud možno i vzdušná.
Volné prostory vhodné k šíření poskytují hlavně nové, čerstvě disturbovaná místa v záplavových oblastech, kde nové semenáče se úspěšně vyvíjejí na písčitých nebo štěrkovitých plochách. Porost topolů balzámových rychle roste a za dvacet let je na novém území dominantním druhem, za sto roků začíná chřadnout, pomalu mizí a je nahrazován pomaleji rostoucími, ale trvanlivějšími jehličnany. Průměrná doba životnosti se uvažuje jedno století. Projevuje se také jako krajinotvorný prvek, během života může měnit tok potoků i říček, zadržuje proudící bahno, jemný i hrubší písek a postupně na místech jeho hromadného růstu vznikají nánosy do výše několika centimetrů až 2 či 3 metrů, strom si v takovémto případě postupně vytváří vícevrstvé kořeny.
Začíná kvést a plodit ve věku mezi osmi a deseti léty, jehnědy začínají vypouštět pyl krátce před rašením listů, v teplejších oblastech již v dubnu a květnu, v chladných a horských v červnu a červenci. Ploidie druhu je 2n = 38. Nejsou známy žádné hrozby, které by v blízké budoucnosti ovlivnily rozsah jeho výskytu.

## Popis
Opadavý, dvoudomý strom s květenstvími s jednopohlavnými květy. Dřeviny dorůstající obvykle do výše 15 až 30 m, za ideálních podmínek bývají vysoké až 40 m a mají průměr kmene do 2 m. Koruna je kuželovitá, kůra rezavě hnědošedá a zprvu hladká, později brázditá. Letorosty jsou tlusté asi 5 mm, šedohnědé, nejprve pýřité a pak lysé. Zimní pupeny jsou načervenalé, chráněné šupinami a hodně pryskyřičné, vonící, terminální pupen bývá až 25 mm dlouhý. Výhonky rostou kratší a delší, kratší produkují většinu listů a delší představují základ pro růst do výšky a prodlužování bočních větví. Kořenový systém se široce rozprostírá a má několik hlavních kořenů pronikajících kolmo nebo šikmo i přes ztvrdlou vrstvu půdy k hladině spodní vody.
Střídavě vyrůstající listy s válcovitým nebo zploštělým řapíkem 2 až 5 cm dlouhým mají čepel tuhou, vejčitou až kopinatou, 5 až 10 cm dlouhou a 3 až 6 cm širokou, na bázi zaoblenou, široce klínovitou či srdčitou, na vrcholu tupou nebo zašpičatělou a po obvodě jemně pilovitou. Svrchní strana je lesklá tmavozelená a spodní nasivělá, často jsou zřetelné červenooranžové buňky s pryskyřicí.
Květenství jsou převislé, slabě vonné jehnědy s  květy bez okvětí. Na samčích stromech jsou delší a hustší, bývají dlouhé 7 až 15 cm a obsahují 50 až 70 květů, které po vypylení opadnou. Na samičích stromech jsou jehnědy kratší, v době opylování jsou dlouhé 5 až 7 cm a do doby zralostí se jejich délka zdvojnásobí. Samčí květy mají 10 až 20 červených tyčinek s prašníky, samičí květy na krátkých stopkách mají semeník složený ze dvou plodolistů a dvě kulovité blizny opylující se větrosnubně.
Plod je vejčitá, asi 6 mm dlouhá, zelená, lysá tobolka otvírající se dvěma chlopněmi a obsahující 15 až 22 ochmýřených semen velkých asi 2 mm. Plody vyrůstají sestavené do plodenství vzniklých z jehněd prodloužených během zrání na 10 až 14 cm.

## Rozmnožování
Semena uzrávají za čtyři až šest týdnů po opylení, jsou velmi malá a lehká, váží jen 0,3 mg a nejsou vybavena endospermem. Rozptýlení všech semen z jednoho stromu trvá alespoň 2 týdny, relativně suché a teplé počasí rozprášení zrychluje. Každé semeno má připojeno chmýří, které mu zajišťuje daleký dolet za pomoci vzdušných proudů. Pokud dopadne do řeky může být odneseno na velkou vzdálenost, po oddělení chmýru ale klesne ke dnu. Průměrná životaschopnost je omezená na jeden až dva týdny, v suchu a chladu bývá delší.
Nemají období dormance a klíčí ihned po odpadnutí chmýří při teplotě nad 5 °C a za dostatku vlhkosti. Vzklíčí z povrchu, nejlépe na vlhkých půdách bohatých na minerály, nevyklíčí po dopadu na půdu pokrytou solnou krustou, z hloubky několika mm vyklíčí se zpožděním. Klíčí epigeicky a velmi rychle, jeho další vývoj závisí na fotosyntéze, děložní lístky se objeví již do 24 hodin, hypokotyl bývá dlouhý do 5 mm, první list vyroste asi 3 mm nad ním, další růst je silně závislý na přístupu ke světlu a přítomnosti živin v půdě. Semenáče pěstované ve skleníku vyrostou během prvního roku do výše 5 až 32 cm, v přírodě v běžné půdě jen do 2 až 6 cm. Převážná část vyklíčených semen v prvém roce uhyne.
V přírodě se topol balzámový rozmnožuje pohlavně semeny, nebo vegetativně odnožemi nebo rouby. Ze starších zdravých nebo i pokácených stromů často vyrůstají pod úrovní půdy z kořenů vodorovné odnože schopné samostatného růstu (ramety) a vytvářejí tak geneticky identické jedince (polykormony). Vypěstované kultivary se pro zachování vyšlechtěných vlastností množí dřevitými řízky, které se u tohoto druhu dobře ujímají.

## Hybridizace
Topol balzámový se často zkříží se v sousedství rostoucím topolem bavlníkovým (Populus deltoides). Vzniká hojně rozšířený kříženec "topol Jackův" (Populus × jackii), jenž se poměrně často nachází v příbřežních a jiných vlhkých stanovištích. Od topolu balzámového se na prvý pohled odlišuje hlavně kulatějšími listy.

## Význam
Dřevo je lehké a měkké. Měrná hmotnost se pohybuje okolo 350 kg/m³. Využití dřeva z rozlehlých a špatně dostupných prostor je poměrně slabé. Dá se využít pro výrobu buničiny, dřevotřískových desek, řežou se z něho dýhy a pro svou lehkost se z něj zhotovují různé obaly, krabice a klece. V severských těžko přístupných oblastech, kde ostatní druhy dřeva nebývají k dispozici, se z něj stavějí různé dřevostavby. Snadno dostupné stromy se využívají pro palivo.
Topol balzámový se v severských oblastech, kde není příliš velký výběr, používá i jako rychle rostoucí parkový a městský strom. Má však křehké větve, které se při silnějším větru lámou a samičí stromy produkují velké množství pomalu se rozkládajících zbytků opadaných jehněd. Je vhodný jako pionýrská dřevina při rekultivaci půdy na místech narušených požárem nebo na vytěžených holinách, kde je zapotřebí rychle stabilizovat odkrytou půdu.